# Estigmene florescens
Estigmene florescens là một loài bướm đêm thuộc phân họ Arctiinae, họ Erebidae.